# Monte Sodoma

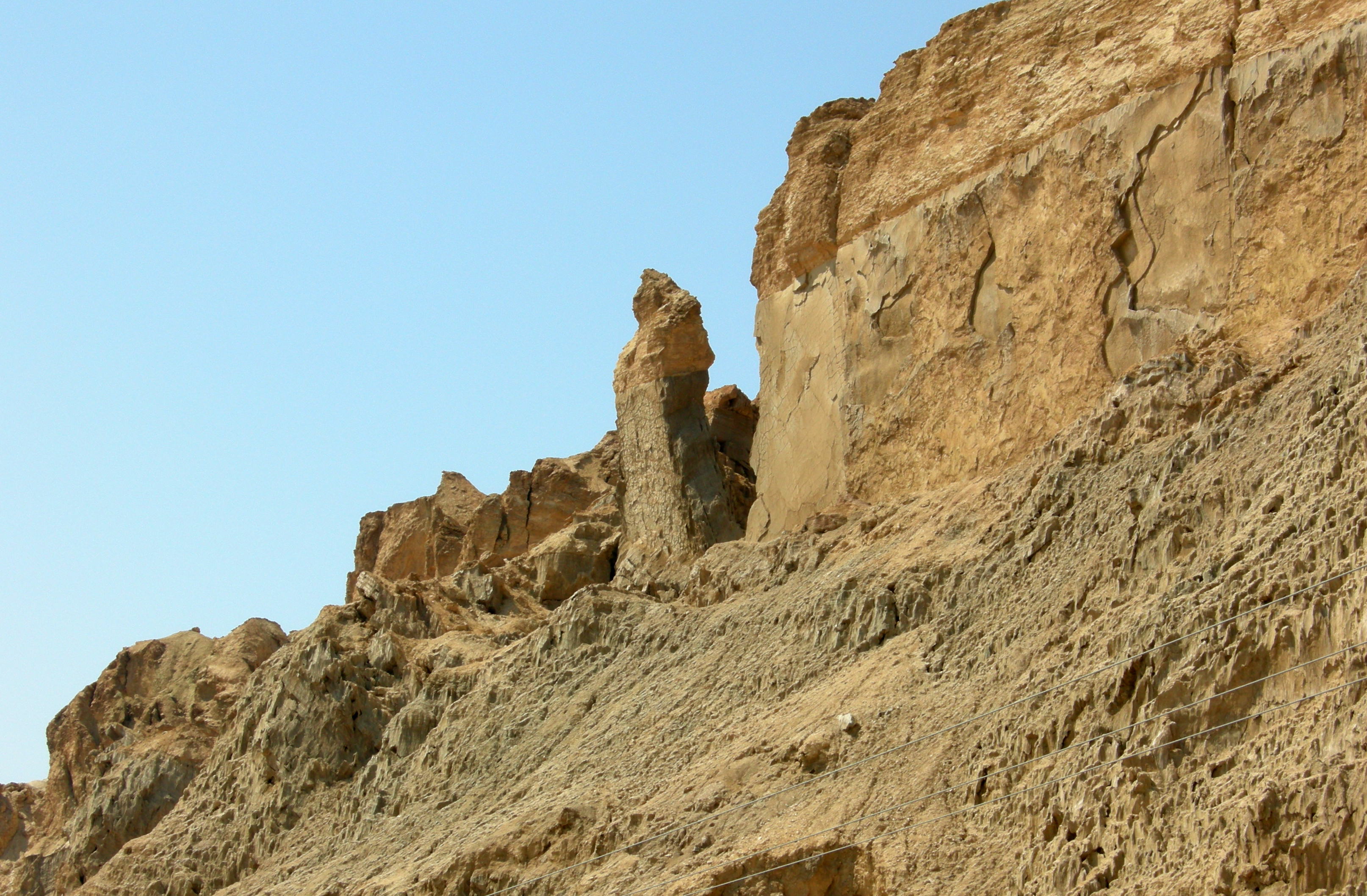
Il pilastro della "Moglie di Lot" sul Monte Sodoma, in Israele, realizzato in halite

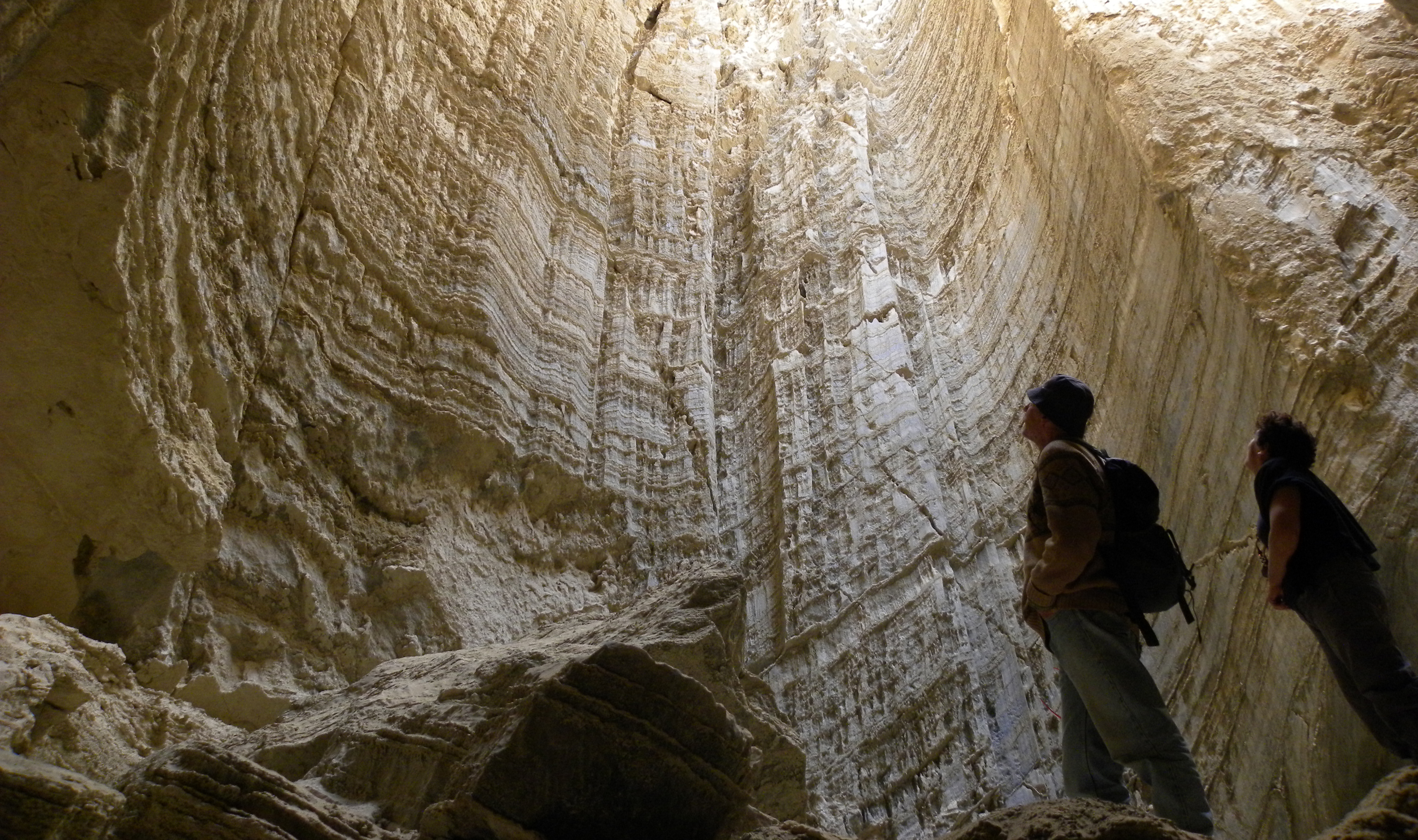
Cava di sale nel Monte Sodoma

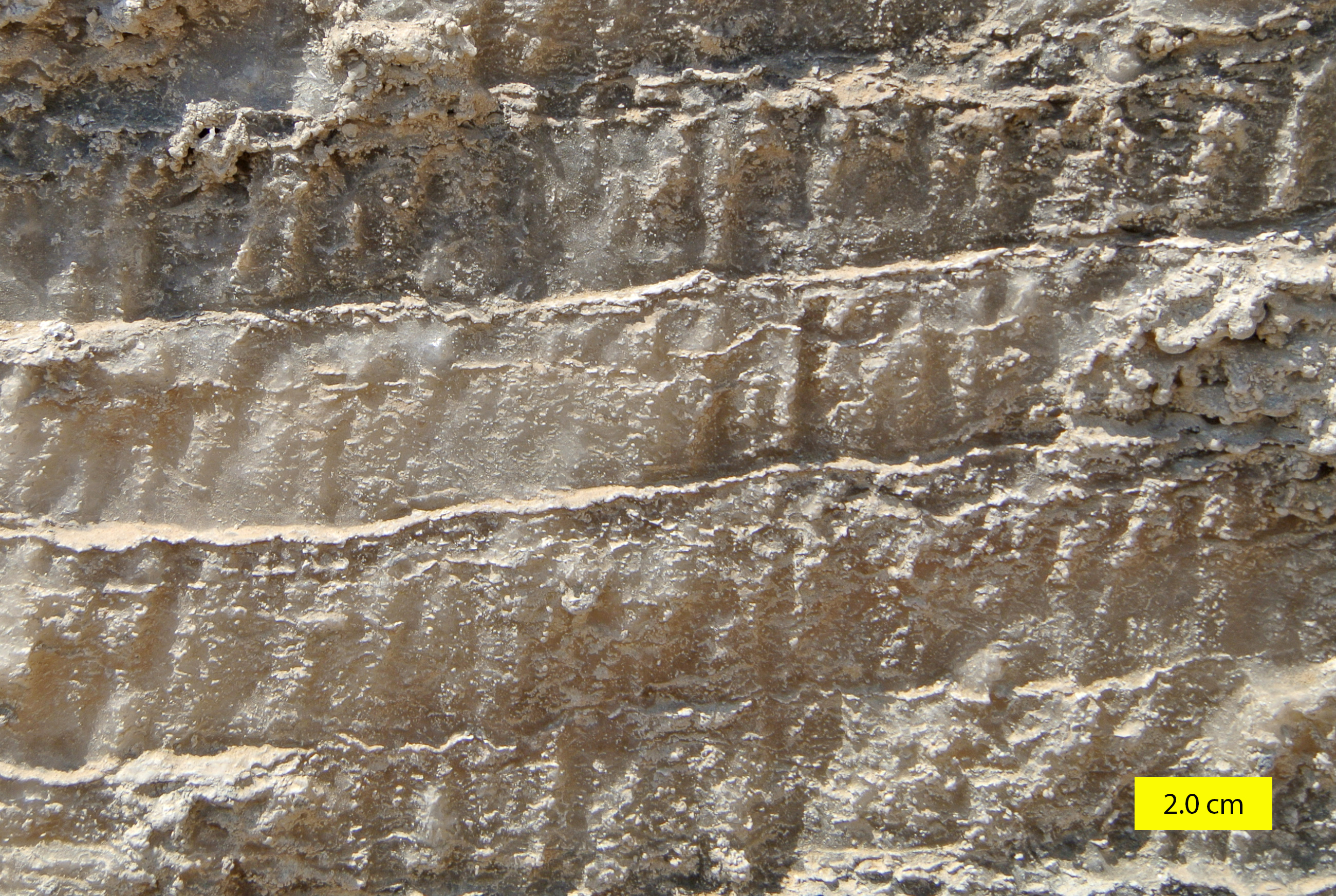
Struttura di halite sul Monte Sodoma

Il Monte Sodoma (in ebraico הר סדום, Har Sedom) è una collina lungo la parte sud-occidentale del Mar Morto in Israele e fa parte della riserva naturale del Deserto della Giudea.
Prende il nome dalla leggendaria città di Sodoma, la cui distruzione è al centro di una narrazione biblica.

## Storia
Il Monte Sodoma ha iniziato la sua crescita centinaia di migliaia di anni fa e continua ad aumentare al ritmo di 3,5 millimetri all'anno.
I movimenti del sistema della Great Rift Valley, insieme alla pressione generata dal lento accumulo di terra e roccia, hanno premuto sugli strati di sale, creando il monte Sodoma. 
Il monte è composto per circa l'80% da sale, è alto 220 metri ed è sormontato da uno strato di calcare, argilla e conglomerato che è stato trascinato dal fondovalle.
È lungo circa 8 chilometri, largo 5 chilometri e si trova a 226 metri sopra il livello delle acque del Mar Morto, ma a 170 metri sotto il livello medio mondiale del mare. A causa degli agenti atmosferici, alcune porzioni si sono separate. Uno di questi pilastri è noto come Moglie di Lot. in riferimento al racconto biblico della distruzione di Sodoma e Gomorra.